# Екатериничев, Фёдор Устинович
Фёдор Устинович Екатериничев — советский хозяйственный, государственный и политический деятель.

## Биография
Родился в 1909 году в селе Юрцово. Член КПСС с 1931 года.
С 1935 года — на хозяйственной, общественной и политической работе. В 1935—1973 гг. — инженер-строитель в городе Благовещенске, Амурской области и Хабаровском крае, второй секретарь Шяуляйского горкома КП(б) Литвы, заместитель заведующего, заведующий отделом строительства и городского хозяйства КП Литвы.
Избирался депутатом Верховного Совета Литовской ССР 5-7-го созывов.
Умер в Вильнюсе в 1980 году.